# Халилов, Валерий Михайлович
Вале́рий Миха́йлович Хали́лов (30 января 1952, Термез, Узбекская ССР — 25 декабря 2016, акватория Чёрного моря около г. Сочи, Россия) — советский и российский дирижёр, композитор. Начальник ансамбля — художественный руководитель Академического ансамбля песни и пляски Российской армии имени А. В. Александрова (апрель — декабрь 2016). Начальник Военно-оркестровой службы Вооружённых Сил Российской Федерации — главный военный дирижёр (2002—2016). Генерал-лейтенант (2010). Член Союза композиторов России. Народный артист Российской Федерации (2014).

## Биография
Родился 30 января 1952 года в семье военного дирижёра в городе Термез, Узбекская ССР. Отец Михаил Николаевич Халилов в 1950 году окончил военно-дирижёрский факультет при Московской государственной консерватории им. П. И. Чайковского; мать — Клавдия Васильевна Виноградова. В 1961 году семья переехала в Москву.
С 1963 года — воспитанник Московской военно-музыкальной школы (класс кларнета — педагог Е. М. Егоров, класс фортепиано — Т. И. Соколова).
В 1970—1975 годах обучался на военно-дирижёрском факультете при Московской государственной консерватории им. П. И. Чайковского (класс дирижирования профессора Г. П. Алявдина, класс инструментовки профессора Л. Ф. Дунаева).
Первое место службы — дирижёр оркестра Пушкинского высшего командного училища радиоэлектроники ПВО.
В 1980 году оркестр под управлением Валерия Халилова занял 1-е место на конкурсе военных оркестров Ленинградского военного округа. В 1981 году Валерий Халилов был назначен преподавателем кафедры дирижирования на военно-дирижёрский факультет Московской государственной консерватории им. П. И. Чайковского. В 1984 году переведён в управление военно-оркестровой службы ВС СССР, где служил офицером военно-оркестровой службы, старшим офицером и заместителем начальника военно-оркестровой службы (с 1992 года).
С 2002 по 2016 год — начальник военно-оркестровой службы Российской Федерации — Главный военный дирижёр. В этой должности неоднократно выступал в качестве дирижёра сводного военного оркестра, принимавшего участие в Парадах, посвящённых Дню Победы на Красной площади. Второй в истории начальник службы, имеющий воинское звание генерал-лейтенант. С мая 2015 года — член попечительского совета «Академии праздничной культуры».
В апреле 2016 года назначен на должность начальника ансамбля — художественного руководителя Академического ансамбля песни и пляски Российской армии имени А. В. Александрова.
Валерий Халилов выступил организатором многих праздничных театрализованных мероприятий с участием духовых оркестров России и зарубежных коллективов — в том числе таких международных военно-музыкальных фестивалей, как «Кремлёвская зоря» и «Спасская башня». Являлся музыкальным руководителем фестивалей «Спасская башня», «Амурские волны» (Хабаровск) и «Марш столетия» (Тамбов), а также Международного военно-музыкального фестиваля в Южно-Сахалинске. Гастролировал с ведущими оркестрами Вооружённых Сил Российской Федерации в Австрии, Швеции, США, Венгрии, Германии, КНДР, Монголии, Польше, Финляндии, Франции, Швейцарии, Бельгии.
Валерий Халилов — автор произведений для духового оркестра: «Адажио», «Элегия», маршей: «Кадет», «Молодёжный», «Рында», «Улан», романсов и песен.
Валерий Михайлович Халилов погиб 25 декабря 2016 года на 65-м году жизни в авиационной катастрофе в Сочи самолёта Минобороны России, направлявшегося в Хмеймим (Сирия). Вместе с ним погибли 91 человек, в том числе 64 артиста возглавляемого им ансамбля имени Александрова.
Останки идентифицированы после проведения генетической экспертизы в январе 2017 года. Похоронен 16 января 2017 года, согласно завещанию, на Архангельском Погосте в Киржачском районе Владимирской области.

## Награды
- Орден «За службу Родине в Вооружённых Силах СССР» III степени
- Орден Почёта
- Премия Министерства обороны Российской Федерации в области культуры и искусства в номинации «Музыкальное искусство» (2016, посмертно)[9]
- Медали СССР
- Медали РФ
- Императорский военный орден Святителя Николая Чудотворца II степени (09.05.2009)
- Императорский военный орден Святителя Николая Чудотворца I степени (17.12.2011)
- Народный артист Российской Федерации (31.03.2014)[10]
- Заслуженный деятель искусств Российской Федерации (16.12.1997)[11]
- Народный артист Дагестана (22.07.2016)[12]
- Заслуженный деятель искусств Республики Тыва (05.05.2014)[13]

## Воинские звания
- генерал-майор (декабрь 2006 года)
- генерал-лейтенант (9 июля 2010 года)

## Учёное звание
- доцент

## Семья
У погибшего В. М. Халилова остались жена, две дочери и внуки.
Младший брат — Александр Михайлович Халилов, полковник, заслуженный артист Российской Федерации (1997), старший преподаватель Военного института (военных дирижёров) Военного университета Минобороны России, автор популярных в армии песен и аранжировок (в том числе музыки к песне «Мы уходим с Востока» ВИА «Каскад»).

## Память

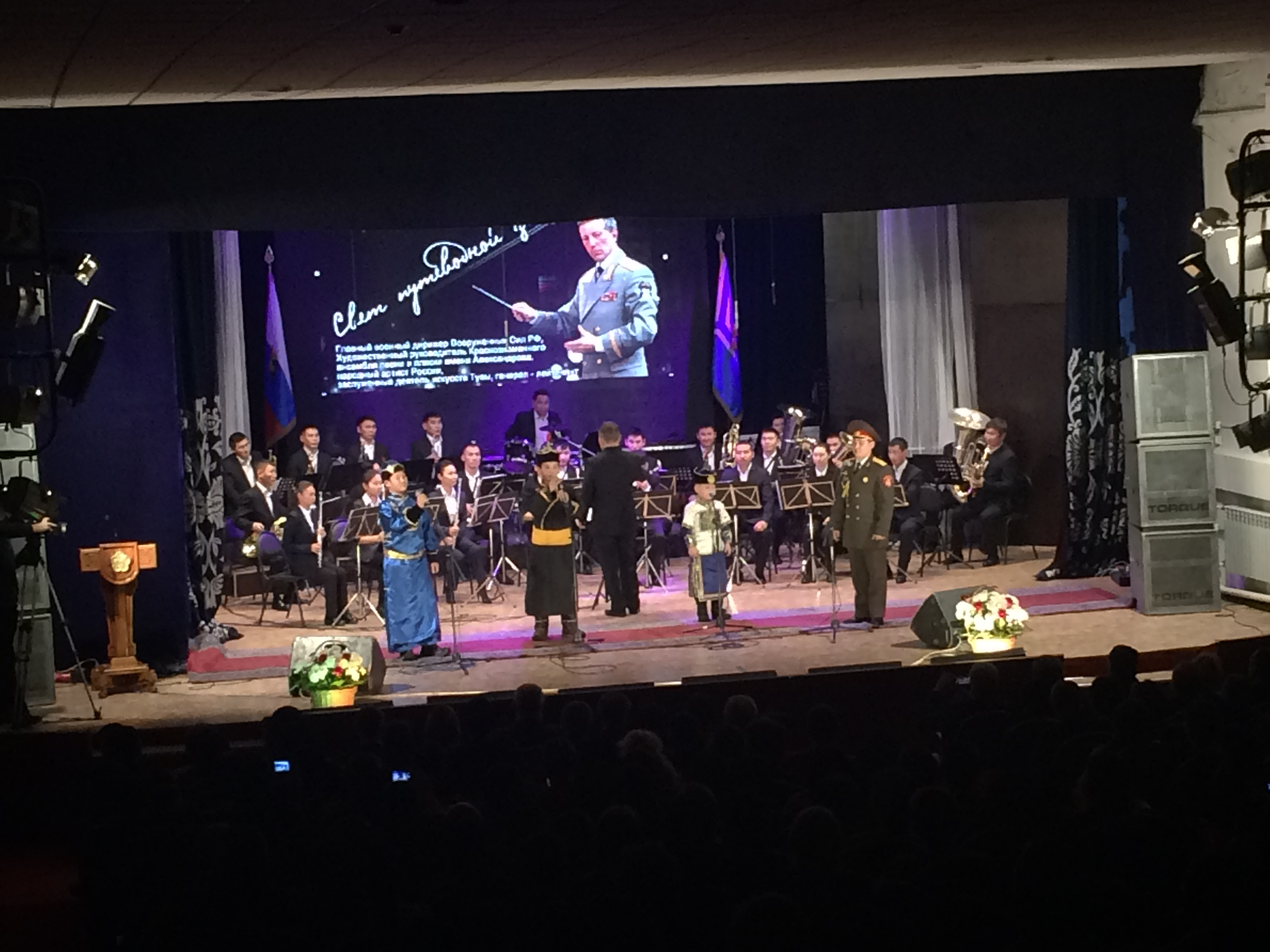
Вечер памяти Халилова в Тувинской государственной филармонии. 7 января 2017 г.

Распоряжением Правительства Российской Федерации от 30 декабря 2016 года имя Валерия Халилова присвоено Московскому военно-музыкальному училищу.
С 2020 года проводится Международный музыкальный фестиваль, который носит имя Валерия Халилова. Учредитель фестиваля — Благотворительный фонд Валерия Халилова.
Его имя будет носить Международный военно-музыкальный фестиваль «Амурские волны» в Хабаровске.
Имя Валерия Халилова будет присвоено одной из улиц города Киржач во Владимирской области.
Указом Главы Республики Тыва Ш. В. Кара-оола от 7 января 2017 года Тувинской государственной филармонии присвоено имя Валерия Михайловича Халилова.
Центральный военный оркестр Минобороны России дал несколько концертов, посвящённых памяти Валерия Халилова.
11 июня 2018 года в Тамбове Валерию Халилову был открыт первый в России памятник работы скульптора Александра Миронова. Скульптура украсила сквер, который тамбовчане называют «Сквером военных дирижёров», — там установлен памятник военным композиторам Василию Агапкину и Илье Шатрову. Открытие монумента приурочено к старту в Тамбове VII Международного фестиваля духовых оркестров, основателем и бессменным музыкальным руководителем которого был Валерий Халилов.
.

Памятник Валерию Халилову работы скульптора Александра Миронова

30 января 2019 года была открыта мемориальная доска (памятный знак) слева от входа в здание Российской академии музыки имени Гнесиных на Поварской улице в Москве.
Имя присвоено Всероссийскому духовому обществу.

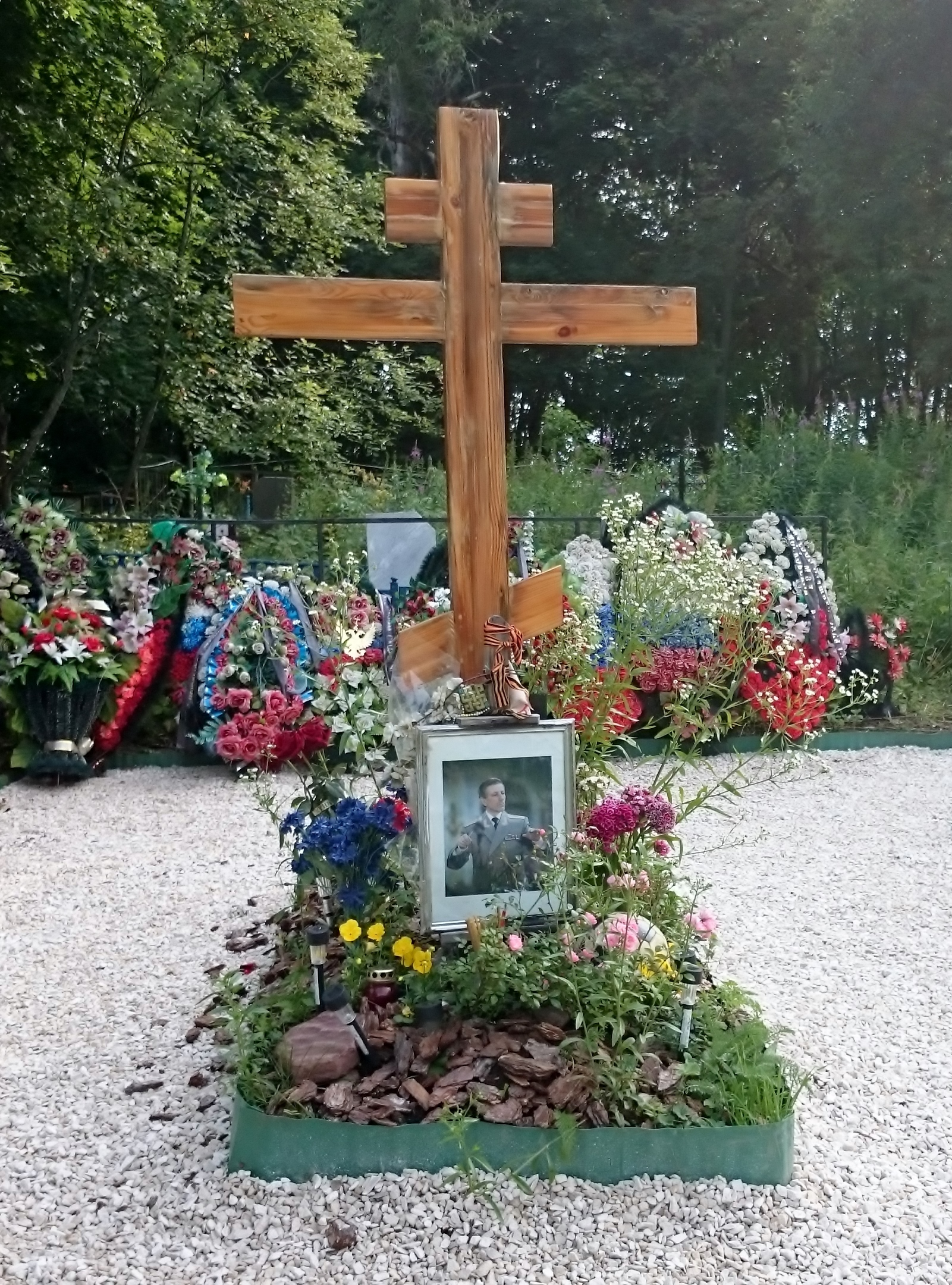
Могила музыканта возле Михайловской церкви на Архангельском погосте, июль 2019 года